# 204e régiment d'infanterie
Le 204e régiment d'infanterie (204e RI) est un régiment d'infanterie de l'Armée de terre française. Il est créé en 1914 avec les bataillons de réserve du 4e régiment d'infanterie. Dissous à la fin de la Première Guerre mondiale, il est recréé en 1939 au début de la Seconde Guerre mondiale avant d'être dissous en 1940.

## Création et différentes dénominations
- août 1914: 204e régiment d'infanterie
- 1919 : dissolution
- septembre 1939 : 204e régiment d'infanterie
- juin 1940 : dissolution

## Chefs de corps
- 27 septembre 1914 - 28 janvier 1915 : lieutenant-colonel François Maurice Auroux
- 28 janvier 1915 : lieutenant-colonel Collon
- 1931 : colonel Roy…
- 1935 1936 : colonel Habrant. CMI204.[Quoi ?]

- 1939-1940 : lieutenant-colonel Cavey.

## Historique des garnisons, combats et batailles du204eRI

### Première Guerre mondiale
Affectations :
- 55e division d'infanterie d'août 1914 à septembre 1918.

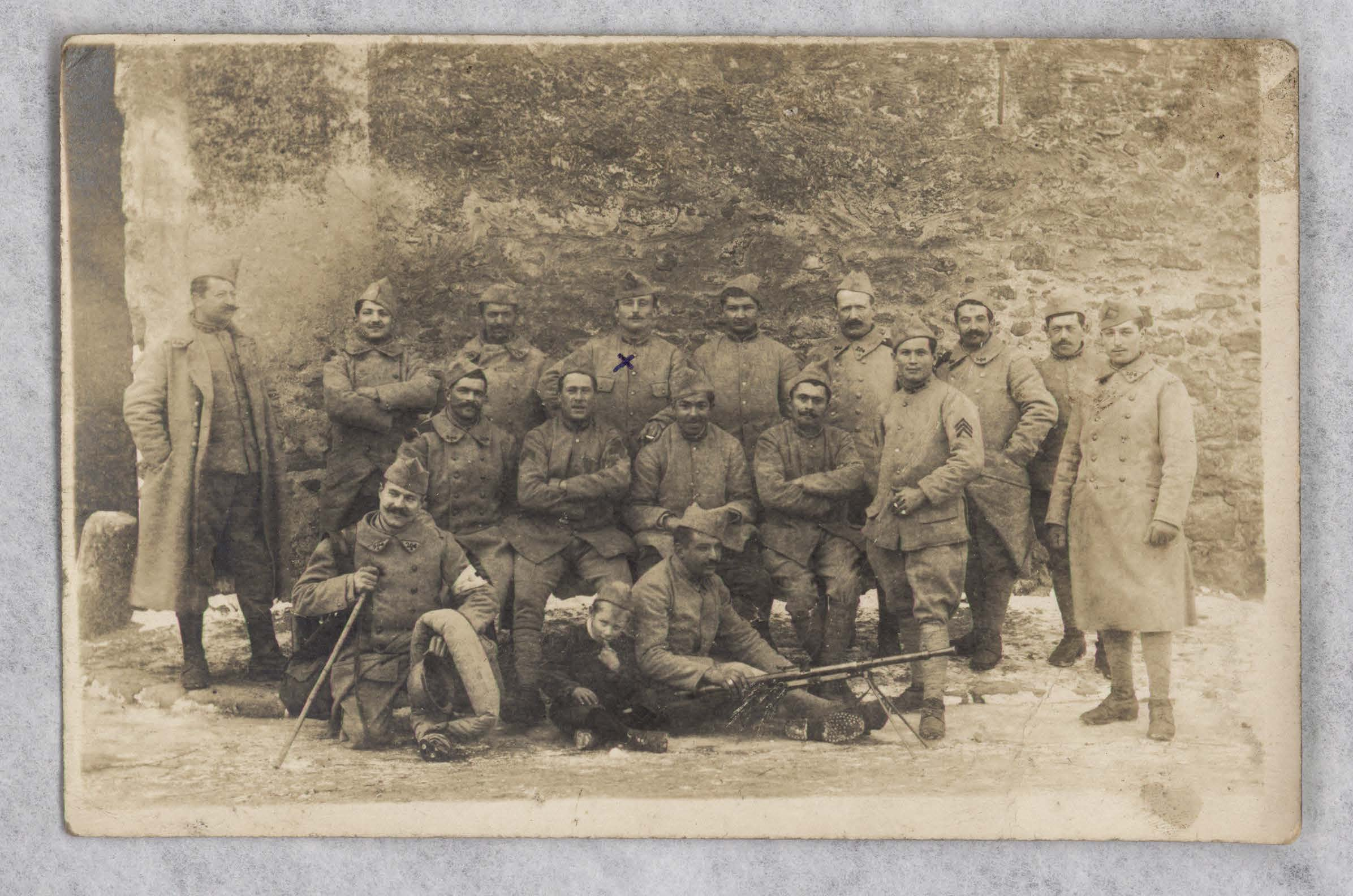
Une demi-section du vers la fin 1918.

Régiment levé à Auxerre (Yonne), 109e brigade d'infanterie, 3e région, 4e groupe de réserve.

#### 1914
La retraite de la 3e et 4e armées...

#### 1915
L'échec de Crouy, offensive d'Artois...

#### 1916
Bataille de Verdun....

#### 1917
Marne...

#### 1918
- 27 mai 1918 : Seconde bataille de la Marne
- Bataille de l'Aisne (1918)...

#### 1919
Dissolution.

### Seconde Guerre mondiale
Reformé le 9 septembre 1939 par la CMI no 83 dans le secteur d'Auxerre sous les ordres du lieutenant-colonel Cavey, il appartient à la 58e division d'infanterie.
La division est déployée en Lorraine à partir d'octobre 1939 et est capturée le 22 juin dans la région de Toul.

## Insigne

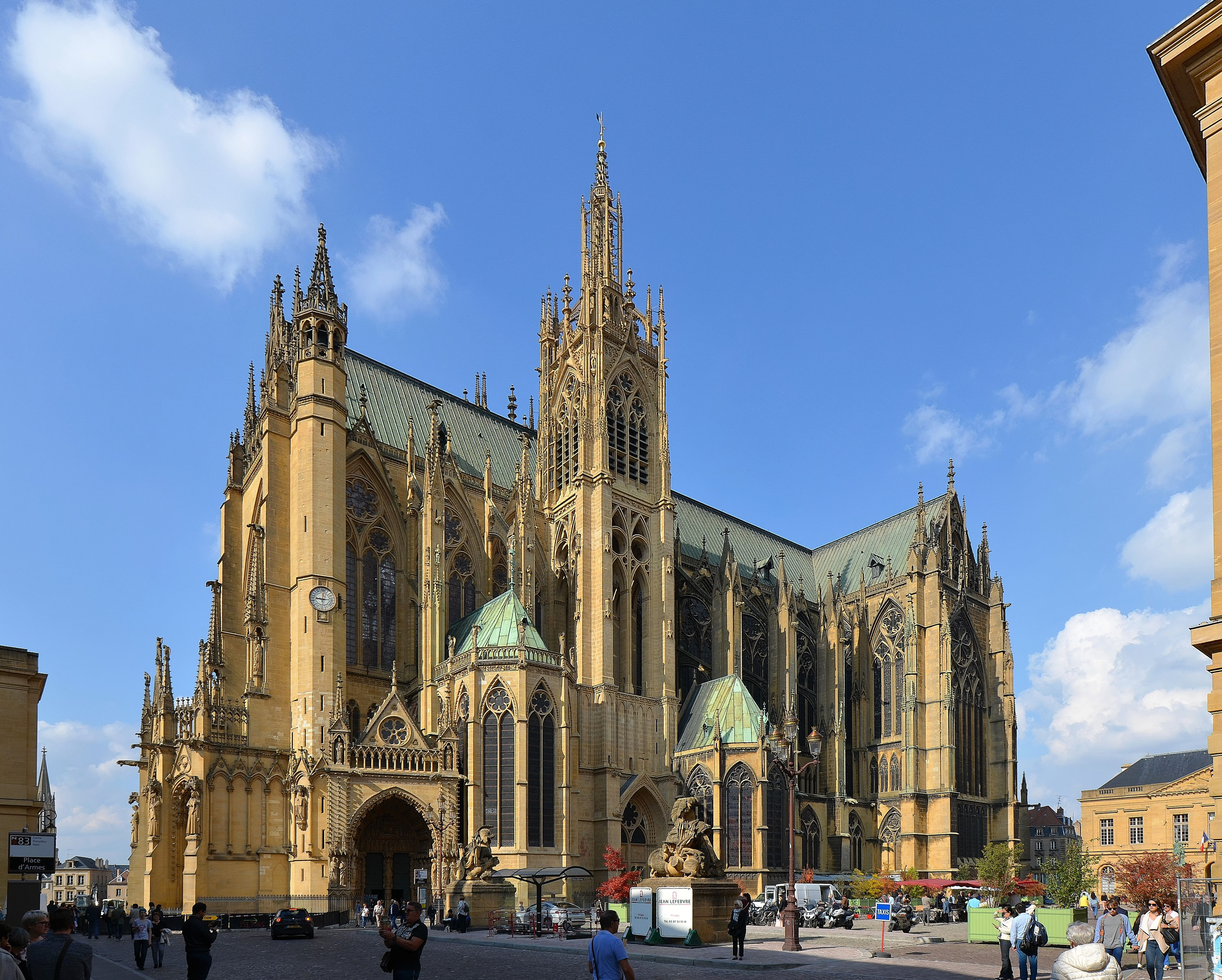
La cathédrale de Metz.

L'insigne du régiment, réalisé en 1939-1940 par l'entreprise Drago, est un écu crénelé azur chargé de la cathédrale de Metz (parfois identifiée à tort comme celle d'Auxerre) rayonnante et de la devise « Halte-là »,.
Certaines versions de l'insigne portent l'inscription 204 RI en chef, d'autres non.

## Drapeau
Il porte, cousues en lettres d'or dans ses plis, les inscriptions suivantes :
- Artois 1915
- Noyon 1918

## Décorations décernées au régiment
Pas de citations du régiment à l'ordre de l'Armée. Mais il y a eu plusieurs citations de compagnies et de bataillons.

## Personnalités ayant servi au204eRI
- Robert André-Michel (1884-1914), historien, sergent au régiment tué à Crouy le 13 octobre 1914. Son nom est inscrit au Panthéon parmi les 560 écrivains morts pour la France pendant la Première Guerre mondiale.
- Joseph Raphanaud (1911-1999), au 204e RI en 1939

## Sources et bibliographie
- Archives militaires du Château de Vincennes.
- À partir du Recueil d'historiques de l'Infanterie française (général Andolenko - Eurimprim 1969).
- le 204e R.I
- Historique du 204e régiment d'infanterie pendant la guerre 1914 – 1918, Imprimerie Berger-Levrault numérisation : P. Chagnoux - 2011 (lire en ligne)